# طور أغاي
طور أغای هي قرية في مقاطعة ملكان، إيران. يقدر عدد سكانها بـ 718 نسمة بحسب إحصاء 2016.